# Rafał Bruski

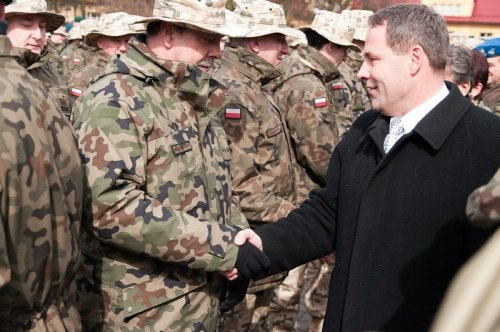
Pożegnanie żołnierzy udających się na misję w Afganistanie

Rafał Bruski (ur. 1 lipca 1962 w Bydgoszczy) – polski polityk, urzędnik samorządowy, w latach 2007–2010 wojewoda kujawsko-pomorski, od 2010 prezydent Bydgoszczy.

## Życiorys

### Wykształcenie
W 1981 zdał maturę w VI Liceum Ogólnokształcącym w Bydgoszczy i rozpoczął studia w Wyższej Szkole Morskiej w Gdyni, które ukończył z tytułem zawodowym magistra inżyniera na Wydziale Nawigacyjnym. Odbył także studia licencjackie na kierunku finanse i bankowość na Akademii Ekonomicznej w Poznaniu, a także studia podyplomowe w zakresie rachunkowości i finansów (na AE w Poznaniu) i prawa podatkowego Unii Europejskiej (na UMK). W 2005 zdał egzamin państwowy uprawniający do wykonywania zawodu doradcy podatkowego.

### Działalność zawodowa i polityczna
Od 1986 do 1992 był zatrudniony w Polskich Liniach Oceanicznych jako oficer nawigator. Od 1994 do 2005 pracował w Urzędzie Kontroli Skarbowej w Bydgoszczy, od 1998 jako inspektor kontroli skarbowej. Krótko prowadził kancelarię doradztwa podatkowego.
Został działaczem Platformy Obywatelskiej. W latach 2006–2007 pełnił funkcję zastępcy prezydenta Bydgoszczy, odpowiedzialnego m.in. za strategię i rozwój miasta, pozyskiwanie funduszy unijnych, obsługę inwestorów, edukację oraz sport. 29 listopada 2007 został powołany na stanowisko wojewody kujawsko-pomorskiego.
W wyborach w 2010 kandydował na urząd prezydenta Bydgoszczy, wygrywając I turę z wynikiem około 43,3% głosów. 5 grudnia tego samego roku zwyciężył w II turze wyborów z dotychczasowym prezydentem Konstantym Dombrowiczem z wynikiem 59,2% głosów. W 2014 z powodzeniem ubiegał się o reelekcję, pokonując w II turze głosowania swojego poprzednika (dostał 57,1% głosów).
W 2015 był jednym z założycieli komitetu wyborczego Bronisława Komorowskiego w wyborach prezydenckich. W 2018 ponownie został kandydatem na prezydenta Bydgoszczy jako przedstawiciel koalicji PO i Nowoczesnej (w ramach Koalicji Obywatelskiej). Uzyskał reelekcję w I turze, otrzymując 54,6% głosów. Również w 2024 został wybrany na kolejną kadencję w I turze z wynikiem 53,5% głosów.

## Odznaczenia
- Krzyż Kawalerski Orderu Odrodzenia Polski (2015)[7]

## Życie prywatne
Jest żonaty, ma dwoje dzieci.